# Hadim Ali
Hadim Ali pasa budai, majd boszniai pasa. A "Hadim" jelző törökül eunuchot, heréltet jelent.
Az 1552-es nagy magyarországi oszmán hadjárat egyik parancsnoka volt. Kora tavasszal elfoglalta Veszprémet, majd a felvidéki várakat vette be (Drégely, Ság, Gyarmat, Szécsény, Hollókő, Buják). Közben 1552. augusztus 10-11.-én nagy győzelmet aratott az összevont, Erasmus von Teuffel és Sforza Pallavicini által vezetett keresztény sereg felett. Ezt követően Szolnok alá vonult és itt egyesült a Kara Ahmed pasa által vezetett főerőkkel. Szolnok várának elfoglalása után Eger ellen vonultak, azonban a Dobó István várkapitány (és Bornemissza Gergely) által irányított védelem világraszóló diadalt aratott az ostromlók felett. Egy legenda szerint a sikerektől elvakult Hadim Ali pasa írta Kara Ahmednek azt a levelet, amelyben  "rozzant akol"-nak titulálta Eger várát, amivel még jobban felbőszítette a támadókat váró egri vitézeket (Gárdonyi Géza Egri csillagok című művében is szerepel ez a sztori). Az egriek Ali bársony lobogóját is elragadták az utolsó vár elleni roham alkalmával, amely később Bécsbe került.[forrás?]

## Története
Ali pasát 1551. május 16. vagy május 22.-től a források budai pasaként említették.
A források szerint e tisztségétől 1553. február végén fosztották meg. Később karamani, 1556. február 22-én vagy február 23-án ismét budai, 1557-ben újra boszniai pasaként említették.
Ali basát 1555-ös török hadjárat táján említették az írásokban. Ekkor Ali, az új budai basa volt, aki hivatalát jelentős haditénnyel akarta megkezdeni, ezért 1556 nyarán Szigetvár ostromára készült. Egyenesen Konstantinápolyból vonult Nándorfehérvárra, majd innen Budára, ahonnan Pécset tűzte ki hadainak gyülekezőhelyéül.
Pécsről Baranyaszentlőrincre tette át főhadiszállását, ahova  odarendelte Dervis pécsi, Nasuf koppányi és Ahmed babócsai bégeket is.
A gyülekezés befejezte után a törökök Szigetvár megostromlására indultak és már június 10-én ostrom alá vették a várat, melynek vitéz parancsnoka ekkor Horváth Márk volt.
Ali hadának közeledtére, Nádasdy Tamás nádor mintegy 10 000 embert gyűjtött össze Kanizsán. Hívására megjelentek: Telekessy Imre lévai kapitány, Tahy Ferenc, Lenkovics János, eljöttek a határszéli stájer főúrak is, mint Rindsmaul, Pamphy, Rindscheid, Puchaim, báró Polweil és megjelent Zrínyi Miklós hada is.
Nádasdy Tamás az egybegyűlt hadak élén csakhamar megkezdte az előnyomulást Csurgó felé, ahova július 16-án vonult be. Itt haditanácsot tartott, egyúttal pedig Horváth Márkot a felmentő sereg közeledtéről futár útján értesítette. A keresztény had július 17-én továbbvonult Berzencére, innen pedig Bélavár felé. Itt a vezérek egy elfogott töröktől megtudták, hogy a babócsai bég a szigetvári ostromló seregnél tartózkodik, mire elhatározták, hogy ostrom alá veszik Babócsát.
Július 18-án meg is kezdték az ostromot. Ali basa értesülve erről, abbahagyta Szigetvár ostromát és seregének zömével Babócsa felmentésére sietett; a Rinya folyónál azonban szemben találta magát Zrínyi Miklós 800 főből álló csapatával, mely a törököknek a Rinyán való átkelését egész napon át tartó küzdelemmel megakadályozta. Ugyanezen a napon került a keresztény sereg kezébe Babócsa vára is.
Másnap, 24-én, a török had mégis átkelt a Rinya mocsarain, noha Zrinyi több ízben visszaverte Amhád bég csapatait. Az átvonulás kierőszakolása után a keresztény had egész Berzenczéig hátrált, hogy ezáltal a törököket minél jobban elvonja Szigetvártól.
Ali basa csak most vette észre, hogy a csel sikerült és ezért Dervis béget, a török had egy részével és az ágyúkkal visszaküldte Szigetvár ostromára. Mire azonban odaért, teljesen megváltozott helyzetet talált. Azalatt a három nap alatt, melyet a török had Babócsa felé való vonulásával eltöltött, Horváth Márk a várat éjjeli, nappali fáradhatatlan munkával csaknem teljesen helyreállította, úgyhogy Dervis bég hozzá sem mert fogni Szigetvár ostromához.
Miután Ali basa kifáradt seregét a babócsai csatatéren kipihentette, megindult Szigetvár felé s a Szigetvártól éjszakra fekvő Basal községnél egy tóparti hársfaerdőben ütött tábort; de mivel attól tartott, hogy Nádasdy és Zrinyi csakhamar utána vonulnak, ahelyett, hogy a várat rendszeres ostrom alá vette volna, ijesztgetéssel igyekezett Horváth Márkot a vár feladására bírni. Így július 26-án megadásra szólította fel a várbelieket, diadalmi zászlókat vitetett serege előtt és azt hiresztelte, hogy Babócsánál legyőzte a keresztény hadat. Hogy állításának nagyobb nyomatékot adjon, 270 levágott főt hordoztatott a vár körül diadalmi jelül, amire azonban Horváth Márk ágyúlövésekkel válaszolt, sőt a várból is kirontott és megtámadta a török tábort.
Hat napon át tartózkodott Ali basa Basalnál; naponként megismétlődött a várbeliek kitörése, míg végre Ali felszedte táborát és Pécsre vonult vissza.
Ali basa Somogyban szenvedett kudarcának jóvátétele céljából, októberben Kaszun béget Csurgóra küldte; de Zrinyi felkészülve fogadta és bár a bég egész váratlanul rohanta meg a várat, a törököket visszaűzte.
Ezalatt Ali basa is benyomult Somogyba és október 13-án Kálmáncsánál táborozott, de mikor a szigeti őrség erről értesült, a török had után iramodott, ekkor sok podgyászszekér közül többet, ezenkívül számos lovat, sőt több előkelő törököt is rabul ejtett. 
Ekkor azonban Musa kiája a tolnai táborból egy nagyobb lovashaddal nyomult Szigetvár alá. Terve volt a szigetvári őrséget kicsalni a várból, hogy azt a Szigetvártól délre feküdt Medész nevű község erdejében elrejtett nagyobb török had segélyével bekerítse. Terve azonban Horváth Márk ébersége miatt megbukott, mert még mielőtt a törökök felkészültek volna, kitört a várból, a török hadat szétverte és Musa kiáját elfogta, mire Ali megszégyenülten hazatért Konstantinápolyba.
Ali basa nevét 1557-ben említették az okiratokban ismét, aki ekkor betegen feküdt, nagyobb hadivállkozásba ez idő tájt már nem bocsátkozott, a török csupán Kaposvárt szállta meg ismét. 1557-ben nevét már újra boszniai pasaként említették.